# Opération Blackcock
 (février 2024).
Si vous disposez d'ouvrages ou d'articles de référence ou si vous connaissez des sites web de qualité traitant du thème abordé ici, merci de compléter l'article en donnant les références utiles à sa vérifiabilité et en les liant à la section « Notes et références ».
Seconde Guerre mondiale
Batailles
Campagne d'Allemagne de 1945
- Blackcock
- Veritable
- Blockbuster
- Grenade
- Lumberjack
  - Remagen
- Undertone
- Traversée du Rhin
- Varsity
- Poche de la Ruhr
- Francfort
- Wurtzbourg
- Cassel
- Heilbronn
- Friesoythe
- Nuremberg
- Hambourg
- Amherst
- Archway
- Château d'Itter

Front d’Europe de l’Ouest
Front d’Europe de l’Est
Campagnes d'Afrique, du Moyen-Orient et de Méditerranée
Bataille de l’Atlantique
Guerre du Pacifique
Guerre sino-japonaise
L’opération Blackcock est une opération britannique de la Seconde Guerre mondiale.
« Opération Blackcock » est le nom de code pour le nettoyage du secteur compris dans un triangle formé par les villes de Roermond, Sittard et Heinsberg dans l’arrondissement de Heinsberg aux Pays-Bas. Elle a été menée par la 2e armée britannique entre le 14 et le 26 janvier 1945. 
L'objectif est de repousser la 15e armée allemande derrière les rivières Ruhr et Würm, et déplacer la ligne de front en Allemagne. L'opération est réalisée sous le commandement du XIIe Corps par trois divisions appartenant à la 7e division blindée, la 52e division « Lowland » et la 43e division « Wessex ». Cette opération est relativement méconnue, malgré la férocité des combats. 
L’opération Blackcock est un succès pour les Alliés puisque tous les objectifs de l'opération sont atteints.

## Concept de l'opération
Le nettoyage du triangle Roer est planifiée en trois axes. L'axe de gauche, formé par la 7e division blindée, vise à capturer le pont sur la Roer à Sint-Odiliënberg en commençant par se rapprocher du sud du ruisseau de Susteren. L'axe central, formé par la 52e division d'infanterie « Lowland » vise à la capture de Heinsberg. Pour ce faire, une entrée en force dans la ligne de défense allemande doit être entreprise à proximité de Höngen (de) pour ouvrir la route entre Sittard et Heinsberg afin de permettre le mouvement des troupes. L'axe de droite, formé par la 43e division d'infanterie « Wessex », vise à prendre la zone sud-est de Dremmen. Cet axe doit utiliser la cassure de la ligne de défense allemande créée par la division « Lowland ».

## Défaite allemande à Sint Joost
La bataille pour le village hollandais de Sint Joost est un point tournant dans l'opération Blackcock. Après quatre jours de combats, les Allemands sont bien conscients que la division blindée qui est en face d'eux s'est fortement appuyée sur les routes pour manœuvrer ses blindés, surtout à cause de conditions hivernales difficiles. Le petit village de Sint Joost est situé sur la route qui conduit la 7e division blindée au nord vers Montfort. Le 20 janvier, dans le froid et la brume, les unités d'infanterie et de cavalerie des « Rats du Désert » lancent une première attaque sur les deux (supposées) compagnies allemandes du 2e bataillon du régiment de parachutiste commandé par l'Oberstleutnant Hübner (en) à Sint Joost. En fin de compte, quatre vagues d'attaque sont nécessaire pour prendre le village, l'attaque finale ayant lieu le dimanche 21 janvier. 
Au total, soixante parachutistes allemands sont faits prisonniers. Plus d'une centaine de soldats allemands sont tués. Les parachutistes qui ne sont pas tués quittent les caves cachés au milieu des civils, de peur d'être exécutés par les vainqueurs. L'Oberstleutnant Hübner perd une compagnie entière et une seconde est presque détruite. 
Côté allié, le 9e bataillon d'infanterie légère « Durham » et la 1re brigade d'infanterie légère subissent de lourdes pertes à Sint Joost. Le 9e bataillon « Durham » fait état de 25 blessés et huit tués. La 1re brigade d'infanterie légère compte 31 blessés et trois hommes tués.

## Bombardement de Montfort
Entre le 19 et 23 janvier, le village hollandais de Montfort est bombardé à sept reprises et touché par plus de cent bombes, dont la plupart tombent dans le centre du village. Près de la totalité des 250 maisons sont endommagées. Lors de ces bombardements, les Allemands trouvent refuge dans les caves parmi les civils, et dans les zones boisées à l'extérieur du village. Les bombardements qui frappent Montfort le 21 et 22 sont réalisés par l'Aviation royale du Canada (ARC) de la Second Tactical Air Force - Groupe no 83 - escadre 143. Cette escadre se compose des escadrons 438, 439 et 440, et est basée à Eindhoven. Les escadrons sont équipés avec des chasseurs-bombardiers Hawker Typhoon 1B. L'escadre perd six avions lors de l'opération Blackcock, dont deux s'écrasent à Montfort. Lorsque Montfort est finalement libéré par les « Rats du Désert », le 24 janvier, les bombardements ont coûté la vie à 186 civils, la plupart ensevelis sous les ruines de leurs maisons.

## Issue de l'opération

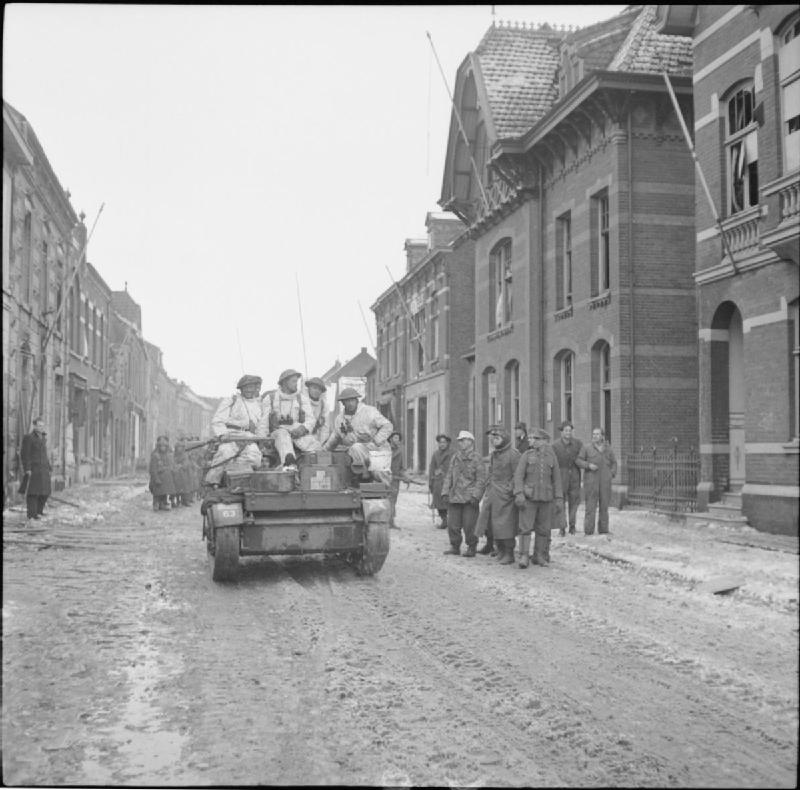
Soldats britanniques patrouillant devant des prisonniers allemands dans les rues d’Echt après le succès de l’opération Blackcock

L'opération Blackcock est un succès pour les Alliés car tous les objectifs de l'opération sont remplis. Les divisions allemandes sont jetées hors du triangle Roer, à l'exception de la zone située immédiatement au sud de Roermond. La division britannique qui connaît les combats les plus difficiles au cours de l'opération est sans doute la 52e division d'infanterie « Lowland » qui compte 651 soldats blessés et 101 tués. La 7e division blindée compte un peu plus de 400 blessés ou tués. Les pertes en blindés des « Rats du Désert » sont plutôt légères, avec seulement vingt chars mis hors de combat par l'ennemi (dont dix restent réparables) et 23 tombés en panne à cause de problèmes mécaniques. Le nombre de victimes allemandes est inconnu, mais peut être estimé à environ 2 000. Lors de l'opération, un peu plus de 2 000 soldats allemands sont capturés.
Une fois l'opération Blackcock achevée, les plans pour la capture de la Rhénanie peuvent commencer. L'opération Veritable, réalisée par la 1re armée canadienne, est lancée le 8 février afin de briser les défenses allemandes dans la forêt de Klever Reichswald (en) près de Clèves, à environ 60 kilomètres au nord du triangle Roer.
L'opération Grenade est lancée le 23 février par la 9e armée américaine sous les ordres du général William Hood Simpson qui traverse la rivière Roer au sud de Heinsberg. Douze heures plus tard, Simpson a seize bataillons sur la rive est. Les pertes américaines sont légères sur les premiers jours, et 700 soldats allemands sont faits prisonniers. Le 1er mars, Roermond est libéré par les troupes de reconnaissance de la 35e division d'infanterie américaine sans tirer un seul coup de feu.